# エノテカ (企業)
エノテカ株式会社は、ワインの輸入・通信販売サービス・ショップ運営などを行う企業。｢エノテカ｣はイタリア語で「ワインの箱、棚」と言う意味。
2019年現在、同名のワインショップ、エノテカ(ENOTECA)を国内・アジアを中心とした海外に73店舗、また卸売の営業所を国内に10か所展開する。

## 沿革
- 1988年 エノテカ株式会社設立。
- 1989年 酒類販売業免許取得。
- 2006年 大阪証券取引所ヘラクレス市場上場（2008年4月27日上場廃止）。
- 2008年3月17日 東京証券取引所二部上場。
- 2011年2月2日 投資会社 ユニゾン・キャピタルと共同でマネジメント・バイアウトを実施。同年8月1日上場廃止。
- 2015年2月13日 発行済株式の全部を譲渡し、アサヒビール株式会社の１００%子会社化を発表[2]、同年3月31日に実行された。

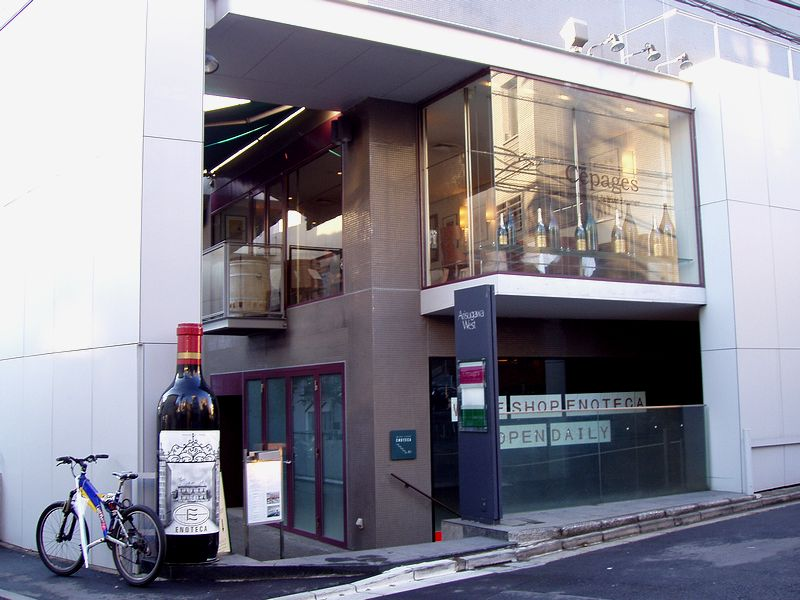
広尾本社の外観（2007年12月30日撮影）
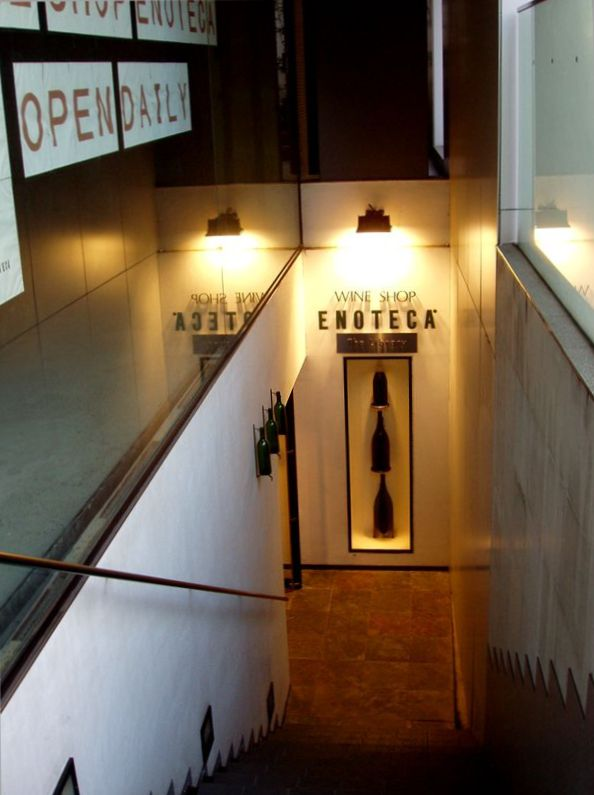
広尾本社の入口（2007年12月30日撮影）
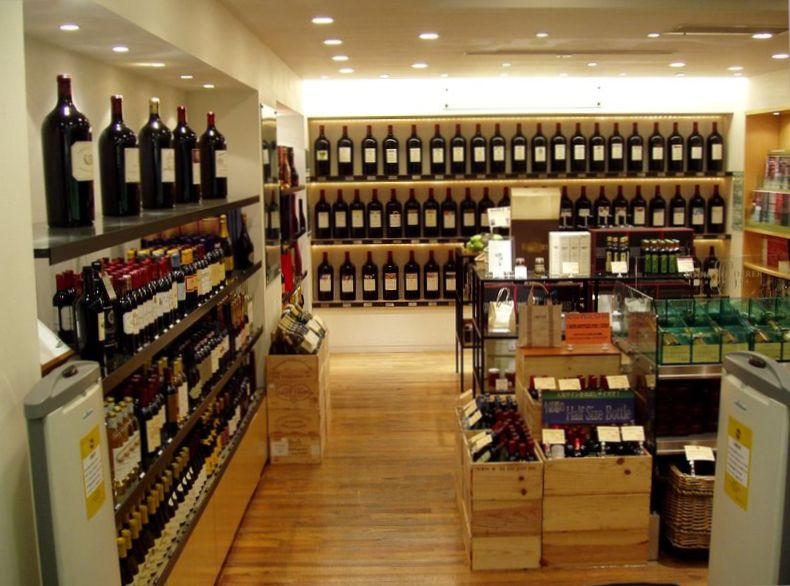
広尾本社の店内（2007年12月30日撮影）
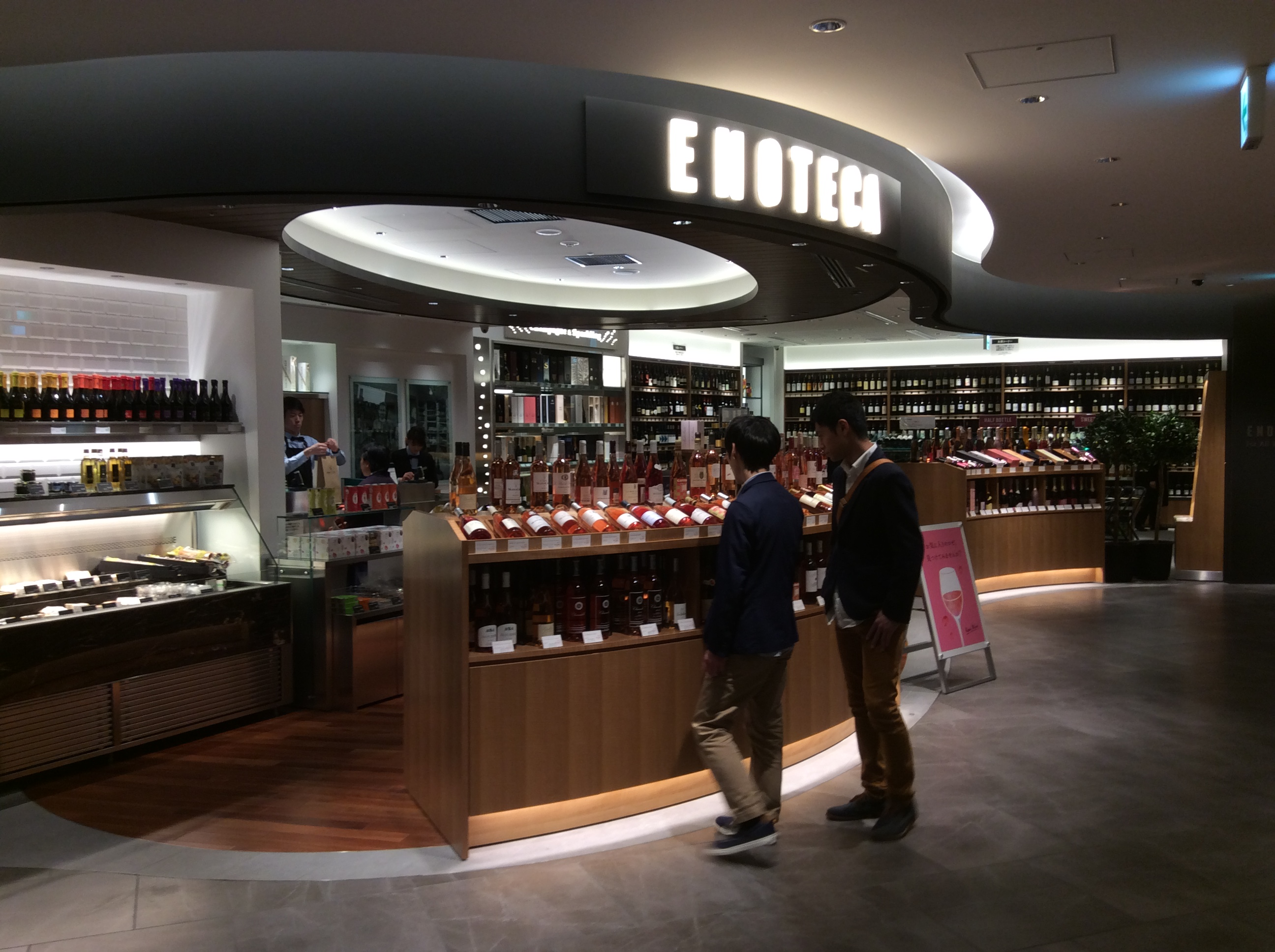
ENOTECA GINZA SIX店（2017年4月27日撮影）